# Kunst im öffentlichen Raum in Hamburg-Barmbek-Nord
Diese Liste von Kunst im öffentlichen Raum in Hamburg-Barmbek-Nord enthält dauerhaft aufgestellte Kunstwerke auf dem Gebiet des Stadtteils Barmbek-Nord der Freien und Hansestadt Hamburg, die sich im öffentlichen Raum befinden und von anerkannten Künstlern und Künstlerinnen geschaffen wurden. Viele dieser Kunstwerke sind durch das Programm Kunst am Bau (und dessen Folgeprogramme) gefördert oder mit öffentlichen Geldern angekauft worden, dies ist aber keine Voraussetzung für die Aufnahme. Ebenso mögen einige dieser Kunstwerke als Kulturdenkmal geschützt sein, aber auch das ist keine Voraussetzung für die Aufnahme in diese Liste.
Bauschmuck ist im Normalfall im Artikel über das Bauwerk darzustellen, und gehört nicht in diese Liste. Streetart kann Aufnahme in die Liste finden, wenn es zu dem konkreten Kunstwerk eine ausführliche Rezeption in der Kunstwissenschaft gibt und ein enzyklopädischer Artikel über die Streetart-Künstler oder -Künstlerin existiert oder vorstellbar wäre. Denkmäler, die an eine Person oder ein Ereignis erinnern, können in die Liste aufgenommen werden, wenn sie ob ihrer zumeist plastischen Gestaltung als Kunstwerk gelten können. Bei reinen Gedenktafeln ist das normalerweise nicht der Fall.
Basis der Zusammenstellung sind Datensätze der Hamburger Kulturbehörde von 2012 und 2018, eine Veröffentlichung der SAGA GWG von 2008, und verschiedene Veröffentlichungen von Kunsthistorikern zum Thema. Eine abschließende Liste von Literatur kann es nicht geben, jedoch ist für jeden Eintrag in die Liste ein konkreter Verweis auf eine amtliche Liste oder anerkannte Sekundärliteratur erforderlich.
Gestohlene oder zerstörte Kunstwerke, die ehemals in Hamburg-Barmbek-Nord aufgestellt waren, sind in einer separaten Liste aufgeführt.

## Legende
- Lage: Nennt die nächstgelegene Straße und, wenn vorhanden und sinnvoll, das nächstgelegene Bauwerk (mit Hausnummer) oder das umgebende Gebiet (z. B. einen Park) und gibt nötigenfalls Hinweise zur genauen Lage. Darunter werden - wenn vorhanden - auch die Geo-Koordinaten und das Wikidata-Logo als Verweis auf das Wikidata-Objekt angegeben. Die Spalte ist nach der Adresse sortierbar.
- Künstler/in: Name des Künstlers oder der Künstlerin, die das Kunstwerk geschaffen haben, verlinkt mit dem Wikipedia-Artikel zur Person. Die Spalte ist nach dem Nachnamen sortierbar.
- Beschreibung: Kurzbeschreibung des Werks, immer zuerst: Werktitel (kursiv), dann möglichst Material, Stil, Größe, Dargestelltes, Art der Förderung
- Jahr: Jahr der Fertigstellung des Kunstwerkes, wenn unbekannt dann das Jahr der Aufstellung. Hier kann nur ein einziges Jahr angegeben werden, kein Zeitraum. Weitere zeitliche Details zur Schaffung des Kunstwerkes (von–bis) können in der Beschreibung angegeben werden.
- Quelle: Kulturbehörde, SAGA, Literatur, jeweils mit Fußnote. Diese Angabe ist für eine Aufnahme in die Liste verpflichtend.
- Bild: Bild des Kunstwerks, mit Link auf Commons-Kategorie wenn vorhanden

Hinweis: Die Grundsortierung der Liste erfolgt nach der Adresse. Die Liste ist alternativ nach Künstler, Werktitel, Datierung oder Quelle sortierbar.

## Liste
| Lage | Künstler                              | Beschreibung | Jahr      | Quelle                    | Bild |  |
| --- | ------------------------------------- | --- | --------- | ------------------------- | --- |  |
| Benzenbergweg 2 Helmuth-Hübener-Stadtteilschule, ehemals Elise-Averdieck-Gymnasium bzw. Hartzloh-Gymnasium, Treppenhaus Kreuzbau (Lage) | Ursula Querner                        | Drei Reliefs: Ziegenhirte (Erdgeschoss), Mykonos (1. Obergeschoss), Mann und Frau auf Esel (2. Obergeschoss) KaB                                                                                         | 1959      | Kulturbehörde             | Bild gesucht Die Wikipedia wünscht sich an dieser Stelle ein Bild vom Ort mit diesen Koordinaten 53.60122 10.04699 . Motiv: Benzenbergweg 2 Falls du dabei helfen möchtest, erklärt die Anleitung , wie das geht. BW              |  |
| Detmerstraße 21 Gartenanlage (Lage) | Kurt Bauer                            | Bärengruppe SAGA | 1960      | Kulturbehörde             | weitere Bilder |  |
| Fraenkelstraße 1 Stadtteilschule Barmbek Fraenkelstraße, an Eingangstreppe (Lage)                                                       | Hans Martin Ruwoldt                   | Fische Kunst im Stadtbild bis 1950 | 1931      | Kulturbehörde             | |  |
| Fraenkelstraße 3 Stadtteilschule Barmbek Fraenkelstraße (Lage)                                                                          | Hans Martin Ruwoldt                   | Vögel Kunst im Stadtbild bis 1950 | 1931      | Kulturbehörde             | |  |
| Fraenkelstraße 1–3 Flur Erdgeschoss (Lage)                                                                                              | unbekannt                             | Brunnen mit weiblicher Figur Kunst im Stadtbild bis 1950 | ?         | Kulturbehörde             | Bild gesucht Die Wikipedia wünscht sich an dieser Stelle ein Bild vom Ort mit diesen Koordinaten 53.59843 10.03731 . Motiv: Fraenkelstraße 1–3 Falls du dabei helfen möchtest, erklärt die Anleitung , wie das geht. BW           |  |
| Fraenkelstraße 1–3 auf Mauer am Rübenkamp (Lage)                                                                                        | Karl Weinberger                       | Knabe auf Schildkröte Kunst im Stadtbild bis 1950 | 1931      | Kulturbehörde             | |  |
| Fuhlsbüttler Straße/U-Bahn-Unterführung am Bahnhof Barmbek (Lage)                                                                       | Sönke Michel und Michael Teßmer u. a. | Wege-zur-Arbeit-Zyklus (neunteilig) HVV, „urbane Galerie“ in Kooperation mit Museum der Arbeit | 2001      | Kulturbehörde             | weitere Bilder |  |
| Habichtsplatz 8 Hausfassade (Lage) | Ernst Hanssen                         | Habichte (dreiteilig: 2 und 3 Jungvögel im Nest) GWG | 1954      | Kulturbehörde             | |  |
| Langenfort 5 Margaretha-Rothe-Gymnasium, Innenhof (Lage)                                                                                | Wolfram Brillat                       | Gelbes Op-Art-Wandrelief Zugang unklar, Schul-Direkterwerb? | 1975      | Kulturbehörde             | Bild gesucht Die Wikipedia wünscht sich an dieser Stelle ein Bild vom Ort mit diesen Koordinaten 53.60028 10.04347 . Motiv: Langenfort 5 Falls du dabei helfen möchtest, erklärt die Anleitung , wie das geht. BW                 |  |
| Lämmersieth 72a Schule Lämmersieth (Lage)                                                                                               | Sabine von Diest-Brackenhausen        | „Wildkatze“ KaB, ehemals Volksschule Amalie-Dietrich-Weg, Schulhof in Gebüsch | 1962–1964 | Kulturbehörde             | Bild gesucht Die Wikipedia wünscht sich an dieser Stelle ein Bild vom Ort mit diesen Koordinaten 53.58802 10.06032 . Motiv: Lämmersieth 72a Falls du dabei helfen möchtest, erklärt die Anleitung , wie das geht. BW              |  |
| Meister-Francke-Straße 22–24 Innenhof der Wohnanlage (Lage)                                                                             | Hans Martin Ruwoldt                   | Füchsin mit Jungen Stein-Skulptur, die eine Füchsin mit ihren Welpen darstellt. | 1951      | Liste Bezirk Hamburg-Nord | Bild gesucht Die Wikipedia wünscht sich an dieser Stelle ein Bild vom Ort mit diesen Koordinaten 53.60567 10.04409 . Motiv: Meister-Francke-Straße 22–24 Falls du dabei helfen möchtest, erklärt die Anleitung , wie das geht. BW |  |
| Rübenkamp 82/88 Grünanlage im Wohnblock Rübenkamp / Alte Wöhr / Grögersweg (Lage)                                                       | Gerhard Brandes                       | Abendstunde Bronzeplastik eines hockenden, weiblichen Aktes. Ankauf durch Baugenossenschaft Dennerstraße-Selbsthilfe eG (BDS).                                                                           | 2013      | BDS                       | Bild gesucht Die Wikipedia wünscht sich an dieser Stelle ein Bild vom Ort mit diesen Koordinaten 53.59718 10.03756 . Motiv: Rübenkamp 82/88 Falls du dabei helfen möchtest, erklärt die Anleitung , wie das geht. BW              |  |
| Rübenkamp 220 Asklepios Klinik Barmbek (Lage)                                                                                           | Jörn Pfab                             | Portraitkopf Prof. Dr. Hans Junker KaB, bürgerliche Denkmalkultur, ehemals Allgemeines Krankenhaus Barmbek, Station 1A – Urologie                                                                        | 1966–1967 | Kulturbehörde             | |  |
| Rübenkamp 220 Asklepios Klinik Barmbek (Lage)                                                                                           | Maria Pirwitz                         | Stehende Mädchenfigur, lebensgroß KaB, ehemals Allgemeines Krankenhaus Barmbek, OP-Trakt Ruheplatz, jetzt Atrium südliches Bauteil                                                                       | 1979      | Kulturbehörde             | |  |
| Rübenkamp 220 Asklepios Klinik Barmbek, Atrium südliches Bauteil (Lage)                                                                 | Ursula Querner                        | Jongleur-Gruppe KaB, ehemals Langenhorn, Hohe Liedt 67, LEB-Einrichtungen: BA Nord Mütterberatung und Zentrum für Alleinerziehende, ehemaliges Wasserbecken                                              | 1962      | Kulturbehörde             | weitere Bilder |  |
| Rübenkamp 220 Platz in Quartier 21 (Lage)                                                                                               | Fritz Schumacher                      | Denkmalsbrunnen zu Ehren für die Gefallenen der Anstalt im Ersten Weltkrieg (46 Namen) Kunst im Stadtbild bis 1950, Kriegerdenkmal, ehemals Allgemeines Krankenhaus Barmbek, Ehrenhof vor Zentralgebäude | 1922      | Kulturbehörde             | weitere Bilder |  |
| Rübenkamp 220 Asklepios Klinik Barmbek, östlicher Gartenbereich (Lage)                                                                  | Manfred Sihle-Wissel                  | Spielende Hengste KaB, Bronzeskulptur, ehemals im AK Eilbek (Schwesternhäuser) | 1969      | Kulturbehörde             | weitere Bilder |  |
| Rübenkamp 220 Asklepios Klinik Barmbek (Lage)                                                                                           | Hans Kock                             | Große Stehende KaB, ehemals Allgemeines Krankenhaus Barmbek, Schwesternhaus, jetzt Atrium südl. Bauteil                                                                                                  | 1954      | Kulturbehörde             | |  |
| Rümkerstraße 15 Zentrum für Kindesentwicklung (Lage)                                                                                    | Richard Steffen                       | Freiplastik (Sinnende) KaB, ehemals Elise-Averdieck-Schule oder Gymnasium Rümkerstraße, Innengarten | 1960      | Kulturbehörde             | Bild gesucht Die Wikipedia wünscht sich an dieser Stelle ein Bild vom Ort mit diesen Koordinaten 53.60089 10.04712 . Motiv: Rümkerstraße 15 Falls du dabei helfen möchtest, erklärt die Anleitung , wie das geht. BW              |  |
| Schlicksweg 40 Kita Schlicksweg, Hauswand zum Eingang hin (Lage)                                                                        | unbekannt                             | Kachelbruchmosaik „Unterwasserwelt“ Direktauftrag Kita | ?         | Kulturbehörde             | Bild gesucht Die Wikipedia wünscht sich an dieser Stelle ein Bild vom Ort mit diesen Koordinaten 53.59402 10.05621 . Motiv: Schlicksweg 40 Falls du dabei helfen möchtest, erklärt die Anleitung , wie das geht. BW               |  |